# شركة قطر للإضافات البترولية المحدودة - كفاك

## نبذة تاريخة عن الشركة
تأسست شركة قطر للإضافات البترولية المحدودة ("كفاك") في عام 1991 كمشروع مشترك وهي حاليا مملوكة من قبل صناعات قطر بنسبة (50%) وشركة أوبك الشرق الأوسط بنسبة (20%) وشركة انترناشونال اوكتان المحدودة بنسبة (15%) وشركة إل سي واي الشرق الأوسط بنسبة (15%). تأسست الشركة كجزء من الخطة الإستراتيجية لدولة قطر لتنويع وتوسيع قاعدة البتروكيماويات والصناعات التحويلية. فمن المعروف عنها الإنتاج والتصدير لمادة الميثانول وثلاثي ميثايل بيوتايل الأثير عاليتي الجودة. الأسواق الرئيسية للشركة في الشرق الأقصى وأوروبا ومنطقة الخليج.

## المنتجات
الميثانول 
تنتج شركة كفاك الميثانول من الغاز الطبيعي القادم من قطر للبترول عن طريق إعادة تشكيله باستخدام بخار الماء ومن ثم تحويله إلى ميثانول. وللميثانول أسماء أخرى يعرف بها منها ميثايل الكحول ومشروب الخشب الروحي وكحول الخشب الزيتوني، وكذلك يعرف بالمشروب الكلولوجي الروحي.
الميثانول سائل نظيف لا لون له قابل للاشتعال وله رائحة مميزة ويعتبر مصدراً للطاقة النظيفة ومادة خام لبعض المواد المستخدمة في حياتنا اليومية.
يُستخدم الميثانول في الصناعات البتروكيماوية كمادة خام لصناعة المذيبات، الفورمالدهايد، ميثايل هالايد، ميثايل امين، حمض الخليك، كحول الإيثايل، اسيتك انهيدرايد، داي ميثايل ايثر وفي صناعة مادة (أم تي بي ئي).
 ثلاثي ميثايل بيوتايل الأيثر (أم تي بي إي) 
يتم إنتاج مادة (أم تي بي ئي)، أي ثلاثي ميثايل بيوتايل الإيثر، عن طريق مادة البيوتان من قطر للبترول ومن مادة الميثانول المنتجة في كفاك. مادة (أم تي بي ئي) عديمة اللون وقابلة للاشتعال ولها رائحة مميزة ومتوسط أوكتين رقمي يبلغ 108. لذلك تضاف إلى الوقود لتحسين احتراقه ولتقليل التلوث الناتج من المركبات وتلغي الحاجة إلى إضافة الرصاص للوقود. ولقد بدأت المصفاة بقطر للبترول باستخدام مادة (إم تي بي ئي) المنتجة في كفاك في الوقود بدلاً من الرصاص لتسويقه محلياً في قطر.

## الأسواق
تصرف كفاك إنتاجها في الشرق الأقصى وأوروبا ومنطقة الخليج .